# Apolinário Pinheiro Moreira

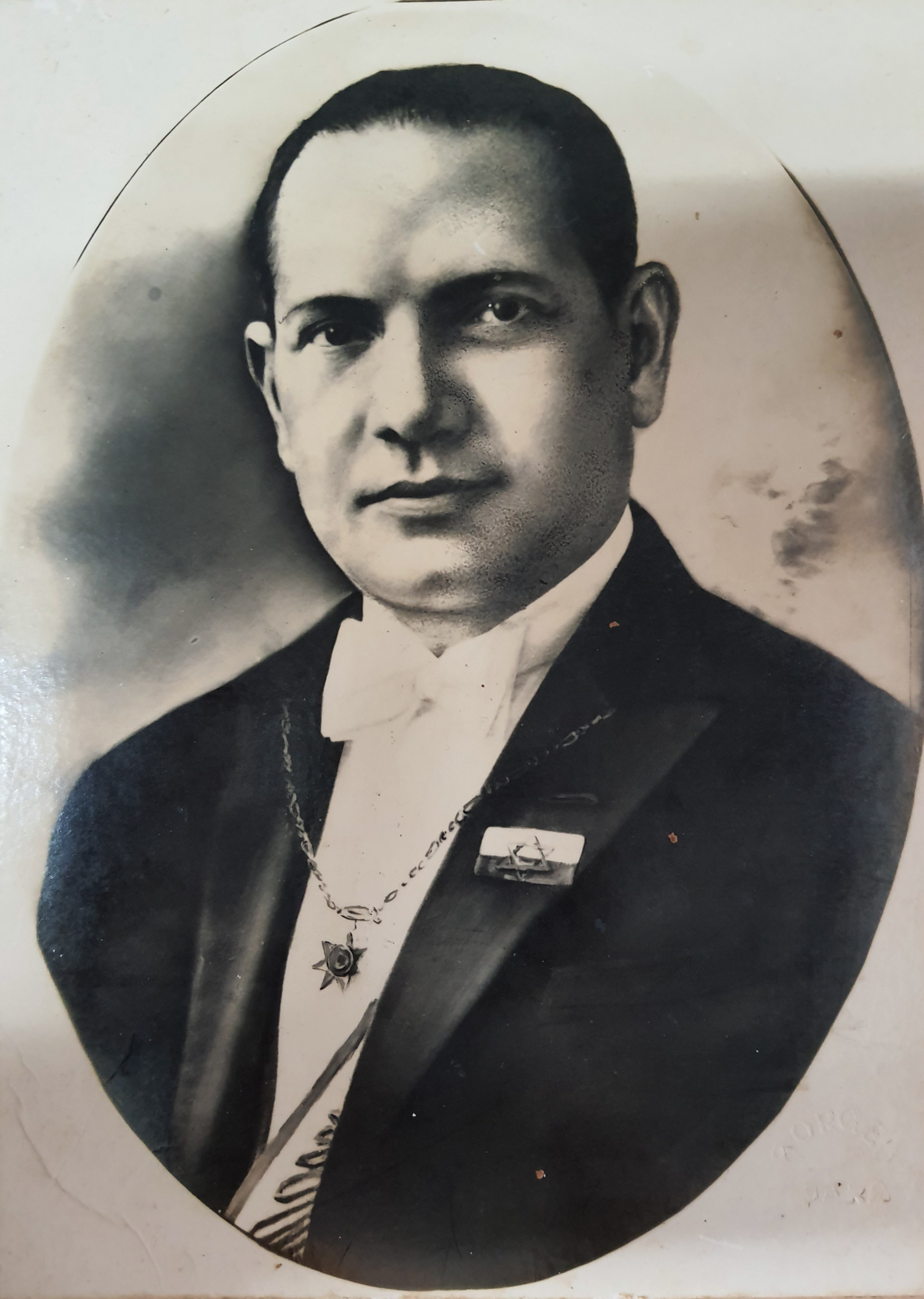
Apolinário Pinheiro Moreira

Apollinário Pinheiro Moreira foi político militante de grande prestígio, orador fluente, Prefeito Municipal de Anajás, Deputado Estadual, Senador Estadual, Secretário de Estado da Fazenda Pública do Pará (atual SEFA/PA), Presidente e fundador da União Espírita do Pará, Presidente da Associação de Imprensa do Pará, Presidente do Conselho Deliberativo do Clube do Remo, Presidente do Centro Intelectual Paraense e fundador da Legião Republicana. Fundou, em 1927, a Grande Loja Maçônica do Pará. Exerceu os cargos de Venerável Mestre da Loja "Renascença" e por muitos anos o de Grão Mestre da Grande Loja do Pará. Grau 33º, foi por muito tempo Grande Inspetor Litúrgico da Região. Mestre consagrado pelas obras que deixou, redigiu diversos artigos publicados na imprensa local, legando, outrossim, obras de maior porte como "Chave dos Mestres" e "Código Maçônico da Grande Loja do Pará". Em Belém há uma loja maçônica denominada "Apolinário Moreira", fundada pelo então Grão Mestre Cândido Marinho da Rocha e outros dedicados obreiros. Dita Loja possui Templo próprio, sito à Av. Conselheiro Furtado. Foi membro da Academia Paraense de Letras, ocupando a cadeira nº 10, assim como do Instituto Histórico e Geográfico do Pará. Por muitos anos desempenhou o cargo de Inspetor Federal de Seguros.

## O HOMEM PÚBLICO
Nascido na cidade de Anajás, na Ilha de Marajó, aos 23 de julho de 1893, Apollinário Pinheiro Moreira vinha, pelo lado paterno, de Joaquim José Moreira (nascido em Moreira do Rei, Fafe, Portugal) e, pelo materno, de Serafina Rosa Moreira (nascida Pinheiro), da antiga família dos Lopes e Pinheiro, com ramificações em Abaeté, Igarapé-Miri, Cametá e Bragança.
Em Belém, Pará, fez o curso primário no Grupo Escolar "José Veríssimo" e o secundário nos ginásios Paraense e de Nossa Senhora do Carmo.
Iniciam-se nessa fase os primeiros remigios literários, na direção da revista "A Crisálida", órgão estudantil onde seu espírito de escol pontificava entre as mais belas inteligências de sua geração que ali floresciam.
Terminadas as humanidades, Apollinário Moreira iniciou, na Faculdade, o curso de Medicina. Mal, porém, concluído o primeiro ano, a morte do pai interrompe-lhe os estudos. Chamado pela responsabilidade da direção do patrimônio familiar, o moço afeito à vida da cidade, com o futuro da formação científica aberto a seus passos, não hesitou em renunciar os triunfos antevistos na profissão médica, para voltar ao interior e administrar os seringais da herança paterna.
Espírito progressista, entretanto, a visão de empreendedor valeu-lhe, aos vinte e quatro anos de idade, a eleição para intendente do município de seu nascimento, Anajás, e um ano depois entrava para o Congresso Estadual como deputado. Ampliavam-se-lhe os horizontes da vida pública mercê da capacidade organizadora de que mais tarde tanto se haveria de beneficiar a Ordem Maçônica no Pará. Foi seguidamente Diretor da Recebedoria de Rendas, Diretor da Fazenda Pública (cargo equivalente ao de Secretário de Estado da Fazenda do Estado do Pará) e Senador do Estado.
Nessa casa do Congresso, entre celebrações cuja memória faz honra à história do Pará, a passagem de Apollinário Moreira assinalou-se de maneira indelével. Guardam os anais do Parlamento páginas de inapagável valor devidas à sua atuação, como o discurso em que, na importante questão da reforma da Constituição do Estado, bateu-se, com ardor cavalheiresco de um Templário, pelo princípio basilar, nos regimes democráticos federativos, da eletividade dos gestores municipais.
Após uma profícua vida com muitas contribuições à sociedade, veio a falecer na cidade de Santos Dumont, em 22 de Dezembro de 1949. Decorridos sete anos de seu sepultamento no solo mineiro, seus restos mortais foram transportados, numa urna, para Belém, onde chegaram no dia 6 de fevereiro de 1957, tendo sido inumados em catacumba, no cemitério Santa Isabel.
Conforme escreveu Aláudio de Oliveira Melo no artigo “Relembrando o Fundador da Cadeira nº 23 da Academia Paraense de Letras",  Apolinário, “com a idade de vinte e quatro anos foi Intendente Municipal de Anajás. Trabalhando pela crescente prosperidade de nossa terra, fez-se político. Eleito para Senado Estadual - extinto com o advento da Revolução de 1930 - ocupou, a seguir, uma das cadeiras de Deputado à Assembleia Legislativa do Estado. Como parlamentar, em contato com as leis e com os legisladores, pronunciou discursos, elaborou projetos, emitiu pareceres, visando o bem comum da terra paraense.
Devotado desportista, pugnando  pelo fortalecimento da raça, compreendia que a prática do atletismo e dos esportes em geral, é condição geradora de energia e vigor físico de um povo.
Sócio benemérito do Clube do Remo, tendo exercido, durante vários anos ininterruptos, à presidência de seu conselho deliberativo, ainda hoje o seu nome é reverenciado com respeito e saudade pelos aficionados da agremiação por cujo engrandecimento sempre se debater a, os pais não podem convidar sua eficiente atuação à frente daquele poder associativo. Quando preliávamos, nas regatas, pelo Paysandu Sport Club, vimo-lo, várias vezes, vibrando e fazendo vibrar a alma dos remadores azulinos no interior de sua sede Náutica, nos repastos confraternizantes dos atletas do mar! Com que satisfação envergava a camisa remista, anualmente, no dia 7 de setembro, nos desfiles comemorativos da independência da Pátria!
Diretor da Recebedoria de Rendas, Secretário de Finanças, desempenhou, por último, o cargo de inspetor Federal de Seguros, tendo como prestimoso auxiliar o professor Arthur Cezar Ferreira Reis, que,  mais tarde, seria o grande historiador da Amazônia.  Probo e solícito, resolvia os problemas que ele estavam afetos e atendia com lhaneza de trato todos que o procuravam.
Poeta emotivo e de fina sensibilidade,  produziu pequenas joias confabulando com as Musas. E os estetas da rima,  em seus devaneios sonhadores,  aspirando o ‘perfume embriagante de um desejo e a saudade imortal de uma ilusão’, perquirem o motivo de haver Apolinário Moreira deixado que a sua lira emudecesse”.
Jornalita insígne, foi Presidente da Associação de Imprensa do Pará, tendo colaborado em várias revistas e órgãos citadinos, alguns dos quais administrou. Dotado de pena vibrante, deu à publicidade artigos primorosos, críticas construtivas, comentários oportunos.
Polemista intimorato, terçou armas com ardorosos adversários.
Membro prestigioso do Instituto Histórico e Geográfico do Pará e da Academia Paraense de Letras -  havendo esta última lhe prestado condigna homenagem póstuma - destacou-se dentre seus pares pela vivacidade de seu espírito fulgurante e pelos conhecimentos históricos e geográficos de que era possuidor, tendo sido fundador, neste cenáculo, da cadeira nº 23, da qual é Patrono João Marques de Carvalho.”
Estes em resumo os dados biográficos do benemérito maçom. Todavia nada melhor para lhe retratar a personalidade do que recordar um episódio de sua vida, relatado no livro “Caixa de Memórias” de autoria do Dr. Leonam Cruz, destacado membro da Academia Paraense de Letras. Conta esse escritor que, quando ainda estudante do Colégio Estadual Paes de Carvalho, ao tempo da 2ª guerra Mundial, presenciou graves tumultos no bairro comercial de Belém: “Vi então os grupos de pessoas crescerem e começarem a arrombar e invadir determinadas casas de comércio, que também encerrara suas atividades, com o fim da pilhagem, observando-se que indivíduos saiam correndo com determinados objetos. Daí a momentos apareceu um contingente da Policia Militar atirando para cima. Continuei a minha caminhada afastando-me cada vez mais do centro dos tumultos. Quando cheguei próximo a Padre Prudêncio, um ajuntamento numeroso e agitado de pessoas me chamou atenção: pretendiam arrombar a joalheria de uma família italiana, já estavam começando a quebrar as vitrines de relógios e olhei para dentro pelos vidros e vi pessoas abraçadas umas as outras, chorando. Pela fúria do grupo, pensei que o fato estava consumado. No entanto, de repente um cidadão, ainda moço subiu numa cadeira e começou a falar. Era o grande tribuno paraense Apolinário Moreira. Esse fato eu contei num artigo, “Província do Pará” e em conseqüência recebi uma carta de Flávio Moreira. Diga-se que ele causou no meu espírito juvenil profunda e indelével emoção. Jamais pensara que uma pessoa, apenas pelo interesse da justiça, pudesse tomar uma atitude tão arriscada como aquela".
Esse, em síntese, o homem público.

## O HOMEM DE LETRAS
Apollinário Moreira foi, desde a aurora da juventude, um cerebral, artista da palavra que cultuou com ternuras de enamorado, dando-lhe delicadezas de ourives florentino em páginas que o levaram à imortal idade acadêmica.
Jornalista, suas atividades ensaiadas na direção de "A Crisálida" na fase do estudante secundarista, viriam alargar-se mais tarde quando, com Nogueira de Faria, fundou em 1920 o "Jornal da Tarde", que circulou por alguns meses, e após no "República", onde a seu espírito organizador coube a árdua tarefa de diretor gerente, o que lhe não impedia de atirar a público, frequentemente, artigos de doutrinação política, ou, pelas páginas de "A Semana" ou de "Belém Nova", revistas das melhores que já tivemos, trabalhos literários de requintado gosto na forma e na ideia.
São desse tempo as páginas como "Nossa Senhora do Rio", que se ocupava de um fato passado em Anajás e onde o autor tece, em fantasia de soberbo conto, um hino ao poder da fé; ou ainda "Coração de Caboclo", "O filme da morte", "No teclado da vida", "Se se morre de amor", tantas, tantas páginas que marcaram lugar destacado a Apollinário Moreira na admiração do mundo intelectual.
Dessas, em cuja delicadeza nos recorda a finura de concepção de um Coelho Neto ou de um Julio Dantas, é o milagre de emoção e de sentimento que ides ouvir:  
“Se se morre de amor”
Ouçamo-la, pois:
"Tocava ao termo o jantar. Tiniram as taças num brinde último ao casal Gonzaga Mendes, cujo primeiro aniversário esponsalício festejávamos. Veio o café. Circularam licores e charutos. A palestra, borboleteando, animava-se e crescia, cordialmente expansiva, fútil aqui, maliciosa, além.
- Já não se morre de amor, minha senhora, disse alto o bacharel Lauro Casarino, respondendo a uma vizinha que o interpelara. Contemporâneos da navegação aérea e do cinema, na vida vertiginosa que levamos, não há vagar para as grandes paixões, tão comuns no pretérito. A mulher fatal, hoje, é uma recordação, mais nada. Os dois sexos consolam-se sem estrépito, quando, numa partida de flirt, um dos figurantes deserta o jogo ou toma outro parceiro. As pieguices poéticas de Gonçalves Dias e Casemiro, exprimem estados dalma que não voltam. Hodiernamente, agimos e pensamos por forma diversa. A própria mulher, masculinizando-se, precipitou a morte do sentimentalismo...
- É prudente votar com restrição, interrompi, cortando o discurso do moço advogado. Juro que ainda existe, afortunadamente, quem saiba viver pelo coração, lutando sob a couraça do ideal e desaparecendo, se a perde. O amor, senhor supremo, alma invencível do universo, possui a juventude eterna e escolhe os seus eleitos, como o espírito bíblico que sopra onde quer. Não equipare a trivialidade de um flirt às afeições fortes e nobres, que essas surgem e permanecem da adolescência à velhice. A mulher continua a inspirar-nos, agora como ontem, fazendo-nos demônios ou santos, levando-nos ao sacrifício ou à glória, mesmo inconscientemente. Com uma ligeira história, se o quereis, concluirei este embargo. Desenrolava-se a recente guerra europeia. A invasão talava o solo francês. Numa das aldeias incendiadas, um par sexagenário fora assassinado. Escapo à sanha dos contrários, o filho único dessas mal-aventuradas criaturas, juntou-se ao exército pátrio. Sedento de vingança, o jovem soldado afrontava o perigo, conquistando bem cedo o renome de bravo. O Brasil participava na simpatia quase universal pela causa dos aliados. Muitas patrícias nossas solicitaram “afilhados” entre os soldados da França. E foi assim que o nosso herói teve uma brasileira por madrinha de guerra. Chegavam-lhe, remetidos por ela, os presentes em uso e as missivas carinhosas. Pediu o retrato da estrangeira amiga que por ele orava. Teve-o. Viu que era linda. A pouco e pouco, nesse espírito fechado até então para tudo que não fosse o revide sangrento, entrou a medrar uma grande ternura pela mulher, cujas letras, num francês correto, sabiam falar-lhe à alma dolorida, suavizando-lhe a trágica espera da morte em que se achava todos os dias. Encurtemos razões. Amou-a. No perigo, como os cavaleiros dantanho, passou a invocar o nome de sua dama. Ambicionou subir, merecer as promoções. No intervalo da luta, devaneava. Sonhava-se oficial. Transpunha o oceano. Confessava o seu afeto. Via-se correspondido. A madrinha passava a esposa. Despertava da cisma, deliciosamente refeito, cheio de energias. Era preciso vencer. Venceria! A um amigo só, de quem o soube eu, confidenciou o que lhes vou transmitindo. Nas cartas à mulher amada, nada revelava. E, certo dia, meses antes do armistício, alvoroçado abriu o envelope que o correio indiferente lhe passava. A madrinha dizia-lhe das lembranças idas nessa data, animava-o no tom amistoso de sempre, e finalizava informando-o ter contraído núpcias com o belo moço cuja fotografia mandava, anunciando ao soldado um novo amigo no padrinho. Amigo! O "poilu" olhou os Céus! A palavra não reproduziu o pensamento blasfemo que lhe borbulhou no cérebro, anátema com que estigmatizava o destino. Que mais queria a sorte? Arrebatara-lhe o lar paterno. Esmagara-lhe a esperança do futuro. Levasse-lhe também depressa a vida. Retornou à trincheira, mudo, sombrio. Julga-se que, durante o bombardeio, descobriu-se. Encontraram-no morto, colada aos lábios a efígie da madrinha e, no bolso uma carta a ela endereçada. O projétil inimigo consumou-lhe apenas a vontade. Quem o matou foi o amor.
- Bravos ao conto e à imaginação que o teceu, comentou, incrédulo, o elegante doutor.
Não retorqui. Observei distraidamente o volutear caprichoso da fumaça do meu "pook". A narração comovera.
Arrastou-se uma cadeira. Madame Santos Lima levantara-se. E, no meio da estupefação geral, fechando nervosamente o custoso leque de plumas alvíssimas, colhendo no lenço minúsculo duas lágrimas indiscretas que lhe pendiam dos cílios, a juvenil senhora exclamou:
- Tudo isso é verdade. A madrinha... era eu.”
Foi também crítico literário. Comentando a obra naturalista "Hortência", de Marques de Carvalho, Apollinário Moreira vaticinou: "Pioneiro, entre nós, da escola realista, Marques de Carvalho, em “Hortência”, traçou paginas que Zola e Eça não desdenhariam assinar. Dando a lume esse livro e prevendo a celeuma que o tartufinismo dos zoilos iria desencadear, assim, desassombradamente os preveniu: “Não me intimidam as banalidades que hão de lançar-me os mesquinhos mercenários do baixo jornalismo: servir-me de poderoso incentivo para novos trabalhos. Só é discutido o homem de merecimento”.

## O ORADOR
Homem de letras, Apollinário Moreira foi, acima de tudo o orador, o tribuno da mais alta e nobre estirpe, no conceito de Péricles de Morais um príncipe de sangue azul da oratória paraense, ou, no dizer de Luiz Barreiros, um descendente direto da alta linhagem intelectual dos seus célebres homônimos: Apollinário - o velho e Apollinário - o moço, famosos oradores do século 4º na Alexandria do período agitado da chamada heresia de Arius.
Seu verbo - disse-o certa vez um crítico - era ao mesmo tempo tempestuoso e lírico, demolidor e consagrador. Danton na praça pública e Cotegipe no Parlamento, possuíam essa clareza e essa beleza que servem para confundir um fato com os astros do firmamento. E é desse mesmo crítico a afirmação de não ter esse paraense ilustre nascido para simples comparsa na tragédia da vida, pois que seu posto era no alto porquanto Apollinário Moreira não era ventre, era cérebro.
Sim, ele foi cérebro e não ventre, viveu pelo espírito porventura tendo sempre presente aquelas palavras do pensador italiano de que "Io spirito invera, Io spirito bonifica, Io spirito abbella e santifica" - o espírito abre os sóes da verdade, beneficia, embeleza e santifica todas as coisas no seu poder criador.
Tribuno, realizou na plenitude da beleza a afirmação de Madame de Stael: "Etudier l'art d'emouvoir, c'est apprendre Ia vertu", ou seja, estudar a arte de comover e aprender a virtude.
Segundo escreveu Cândido Marinho da Rocha, "Daí a fascinação, a magnificência com que sabia enroupar, matizar a palavra, lampejando-a como espada de Archanjo ou de Cruzado, em rajadas, em coruscações de eloquência como o maior, o mais vigoroso, o mais elegante tribuno dos nossos dias sob os céus luminosos da Amazônia. A palavra foi para ele o instrumento da ideia sã. Pedreiro livre, com ela ergueu catedrais de estranha e imperecível beleza, torres cristãs ressonantes dos sinos da fé, minaretes de mesquitas, cúpulas de templos hebreus. Com ela fez bramar, rugir, uivar tempestades na selva e ergueu pororocas escachoantes rebentando nos rios... Com ela acendeu à glória eterna de Deus constelações no infinito, abriu sobre edênicos jardins roseirais de alegria, rasgou nas trevas da noite a apoteose risonha das auroras, porque com ela combateu intolerâncias, celebrou feitos e heróis da Pátria, cantou as louçanias da natureza, pregou o elogio da fraternidade e do amor que constrói".
No festival promovido, a 11 de junho de 1922, no Teatro da Paz, pelo Consul de Portugal, Júlio do Amaral, em honra dos aviadores portugueses Sacadura Cabral e Gago Coutinho, que tinham feito a travessia aérea de Portugal ao Rio de Janeiro, foi orador oficial Apollinário Moreira, que depois de fazer um belo histórico do heroísmo lusitano em várias fases, disse:
“Findou a grande guerra. Portugal recebeu a sua bandeira sem uma só nódoa que a deslustrasse. Trazia à Pátria as gotas de sangue nobre de seus filhos, e nas suas dobras escritas as mais alevantadas ações. Abriram-se os congressos da paz. Surgiram em disputas, no cenário mundial, as ambições, os interesses. A alma portuguesa entrou a procurar ensejo de expandir a sua ânsia pela consecução de novas e singulares proezas. Rumo ao ar! Juntaram-se dois patriotas, Homens de valor e de saber. Pronunciemos seus nomes hoje em todo o mundo conhecidos: Sacadura Cabral e Gago Coutinho. No ar ilustrarão também o nome português. Resolvem o voo. Onde, primeiro? Responde-lhes o   coração: Ao Brasil! Ao Brasil, país amigo e irmão onde, como tal, sereis recebidos e bem-vindos. Ao Brasil, pois! Parte o "Lusitânia"! Quase ao alcançar a meta apetecida, qual se de novo ÉoIo os perseguisse, como outrora à Armada do nobre Gama, ocorre o incidente que fez passar à história o rochedo de S. Paulo. Outros recuariam. Mas, os modernos e audaciosos argonautas não sabem recuar. Venha outro aparelho. E, novamente, é posta em prova, pela Providência, e tenacidade, a perseverança, o ânimo, a fé, a crença dos intrépidos aviadores. Ah! Eles não esmorecem. Um terceiro avião! Esperam. E com o terceiro, vencem.”
Mais adiante, Apollinário Moreira disse: "Saudemos em Sacadura Cabral e Gago Coutinho, a glória de Portugal, honrada nação cujas ações famosas não terminaram, renascendo em novos surtos e empreendimentos, como a Fênix simbólica, justificando a profecia do vate que a nossa língua ilustrou com os versos dos "Lusíadas". Feitos farão tão dignos de memória que não caibam no verso ou larga história."
Em 23 de agosto de 1946, no Teatro da Paz, quando da posse de Georgenor Franco na cadeira nº 38 da Academia Paraense de Letras, Apollinário Moreira recordou Belém de 1900/1910, dizendo: “Com uma dúzia de mil francos, atravessa-se o Atlântico e fruía-se uma temporada em Belém. Promovia-se recepções elegantes. As senhoritas declamavam bem na nossa ou na língua de Racine. Famílias reuniam-se, à noite, nos passeios. A arte de conversar possuía mestres requintados. Ensinava-se aos moços o "Compêndio de Civilidade", de D. Macedo Costa. As igrejas viviam repletas; era dever e era chique não faltar aos domingos à Sé. E o povo, que ainda não assimilava o livre exercício de cultos pela República, apedrejava, vez por outra, as casas de oração dos cristãos católicos, as sinagogas e as reuniões espíritas que começavam a ensaiar-se. Os literatos regionais medravam nas colunas dos periódicos ao lado de colaboradores seletos, contratados dentro e fora do país."
Sobre a Academia de Letras  afirmou: "Nossa corporação não é mais que um cenáculo espiritual onde procuramos partilhar o pão do estudo, adstritos às normas do respeito mútuo, da lealdade, da compreensão e da tolerância ante as inovações justificadas, aceitando toda evolução da forma e das ideias que se coadune com os princípios irrevogáveis do belo e do bom".
Pena que se hajam perdido em sua maioria as peças notáveis que pronunciou, pois Apollinário Moreira poucas vezes escreveu um discurso. Fazia-os de improviso, no arrebatamento de um iluminado, e as ideias saiam-lhe do cérebro, mercê da emoção e do momento.
Orações assim, infelizmente, guardam-se apenas a memória e a admiração dos que as ouviram, seja na Associação da Imprensa do Pará, na União Espírita Paraense ou no Centro Intelectual Paraense, que presidiu, seja no Instituto Histórico e Geográfico do Pará, onde foi orador, seja nos Templos da Maçonaria, onde foi Mestre e foi guia.

## OMAÇOM
Conforme escreveu Cândido Marinho da Rocha, "Apolinário Moreira foi no Pará a própria Ordem Maçônica, na claridade solar de suas verdades eternas, na rigidez de seus princípios de paz, de fraternidade, de tolerância, de amor, enfim à família humana. Iniciado aos vinte e três anos de idade, aqui nesta Augusta e Benemérita Loja Renascença, em 1915, sua irradiante personalidade logo haveria de projetar-se com a pujança do peregrino talento em nossa instituição, que tantos e inapagáveis serviços lhe viria a dever com o correr dos anos. Por isso mesmo, já a administração desta Oficina, em 1916, lhe confiava o Altar de orador e pouco tempo depois ia-lhe ter as mãos seguras e capazes o malhete de Venerável.
Sua vida, pois, foi toda ela uma afirmação do conceito Voltaireano de que o direito da intolerância, absurdo e bárbaro, é o direito dos tigres e bem mais horrível, porque os tigres não matam senão para comer, enquanto que os homens livres, os amantes apaixonados da liberdade, são exterminados tão só pelo delito de amar e proclamar a Verdade.
Com Renan, Apolinário Moreira aprendera que o homem não é escravo nem de sua raça, nem de sua língua, nem de sua religião, nem do curso dos rios, nem da direção das montanhas. Fez, portanto de sua vida uma afirmação desse princípio, pelo respeito à dignidade dada ao homem por Deus, o Grande Arquiteto do Universo, quando o plasmou à sua imagem e semelhança. Idealista sincero, para ele, como proclamava Ingenieros, os ideais irradiam sempre um calor e um pensamento não fecundado pala paixão é como os sóis do inverno que alumiam, porém sob seus raios se pode morrer gelado.
Os homens vulgares, aqueles que para o pensador platino quando creem praticar alguma virtude degradam a honestidade mesma, afeiando-a com algo de miserável e baixo que a macula, a esses soube olhar com piedosa tolerância, porque, como o escritor do 'Homem Medíocre', tinha bem presente que eles repudiam as coisas líricas por obrigarem a pensamentos muito altos e a gestos demasiados.
Foi Paul Bourget quem afirmou um dia, sobre os mortos amados, que sua verdadeira personalidade, quando enfim desligada das mediocridades da existência cotidiana, se revela ao mundo interior, que reconhece então em toda a plenitude o lugar ocupado por eles nos recessos da alma, porque é nesse momento que a linha ideal de seu ser íntimo nos aparece numa beleza que nós ainda não distinguíramos.
Quando agora revemos e analisamos a obra do Mestre amado que se foi, sentimos que mais avulta ao nosso entendimento, à nossa admiração, sua personalidade, grande na vida intelectual do mundo profano e maior ainda na vida espiritual da nossa milenária e santa instituição. Reorganizador da Maçonaria neste Oriente, a fundação da Grande Loja do Pará em 1927 bastaria a eternizar-lhe, no Panteon dos maiores servidores da nossa Ordem, e quiçá entre os trabalhadores em prol da humanidade, o seu nome benemérito.
Grão-Mestre da Ordem no Pará por dois longos períodos, a ele se deve o prestígio, o apogeu da associação a que pertencemos, respeitada e louvada onde quer que dela se tenha notícia, dentro e fora do país. Ele deu à Maçonaria o melhor de sua vida pois foi por ela e para ela trabalhando que se lhe abalou profundamente a saúde. Mas daquelas vigílias, daquele consecutivo e cotidiano estudo, consultando, comparando, criticando, corrigindo é que saiu, marco que há de afrontar a marcha do tempo, a obra monumental da nossa Constituição e Regulamento Geral. Apolinário Moreira, porém, no afã de servir à família maçônica, obreiro da Arte Real quis dar ainda a seus Irmãos muito do quanto lhe sobrava em conhecimentos, e legou à nossa Fraternidade esse livro precioso que é a 'Chave dos Mestres'."

## A FAMÍLIA
Apollinário Moreira consorciou-se com Isabel Dias da Silva, filha de Luiz Dias da Silva e Iria Corrêa dos Santos. Eleita Rainha da Beleza do Pará, Isabel estudou, em sua mocidade, na França, onde obteve elevada instrução cultural. O casal mereceu três filhos: Flávio Guy da Silva Moreira, Raul da Silva Moreira e Isa Nelly Moreira de Mello. O primeiro, advogado, o segundo Oficial Superior do Exército Nacional e a terceira foi servidora pública, tendo se casado com Aláudio de Oliveira Mello, membro da Academia Paraense de Letras, do Instituto Histórico e Geográfico do Pará e Major da Reserva do Exército Nacional. Flávio e Raul também ingressaram na Ordem Maçônica, membros do quadro da Loja Renascença Nº 3, de jurisdição da Grande Loja do Pará.